# Cyprinus ilishaestomus
Cyprinus ilishaestomus és una espècie de peix cipriniforme de la família dels ciprínids.

## Morfologia
Els mascles poden assolir els 30 cm de longitud total.

## Distribució geogràfica
Es troba al llac Qiluhu (Yunnan, Xina).